# دانشگاه مستقل مادرید
دانشگاه مستقل مادرید (The Autonomous University of Madrid با بالغ بر 30000 دانشجو، یکی از دانشگاه‌های برتر در اسپانیا با نام‌های “UAM” یا“La Autónoma”، شناخته می‌شود.
دانشگاه UAM، یک دانشگاه دولتی اسپانیایی است که در سال ۱۹۶۸، همزمان با دانشگاه‌های مستقل بارسلونا و بیلبائو، تأسیس شد. این دانشگاه دارای ۲ ساختمان عمده بوده که ساختمان اصلی دانشگاه از سال ۱۹۷۱، در “Cantoblanco”، منطقه روستایی در حومه شمالی شهر مادرید، قرار دارد. باوجودی که این منطقه قسمتی از شهر مادرید به شمار می‌رود ولی به شهرهای “Alcobendas” و “Tres Cantos”، نزدیک‌تر می‌باشد.
این دانشگاه در طول تاریخ پیدایش خود، یکی از مهم‌ترین، مؤسسات آموزش عالی برجسته اسپانیا است و توسط دانشگاه “El Mundo”، "نشریه Times Higher Eduction" و رتبه‌بندی دانشگاه‌های جهان که توسط دانشگاه “Shanghai Jiao Tong"، به عنوان بهترین دانشگاه اسپانیا، معرفی شده است. در رتبه‌بندی سال ۲۰۱۶ موسسه معتبر QS، این دانشگاه در رده 210 برترین دانشگاه‌های جهان قرار گرفت. همچنین در سال 2015 در میان دانشگاه های با عمر کمتر از 50 سال، در رده نهمین دانشگاه برتر جهان شناخته می شود. 
دانشگاه مستقل مادرید شامل ۵۹ دپارتمان مختلف و ۸ مرکز تحقیقاتی است که در دانشکده‌های مختلف جای دارند. معروف‌ترین دانشکده UAM، دانشکده حقوق آن می‌باشد.

## نگارخانه

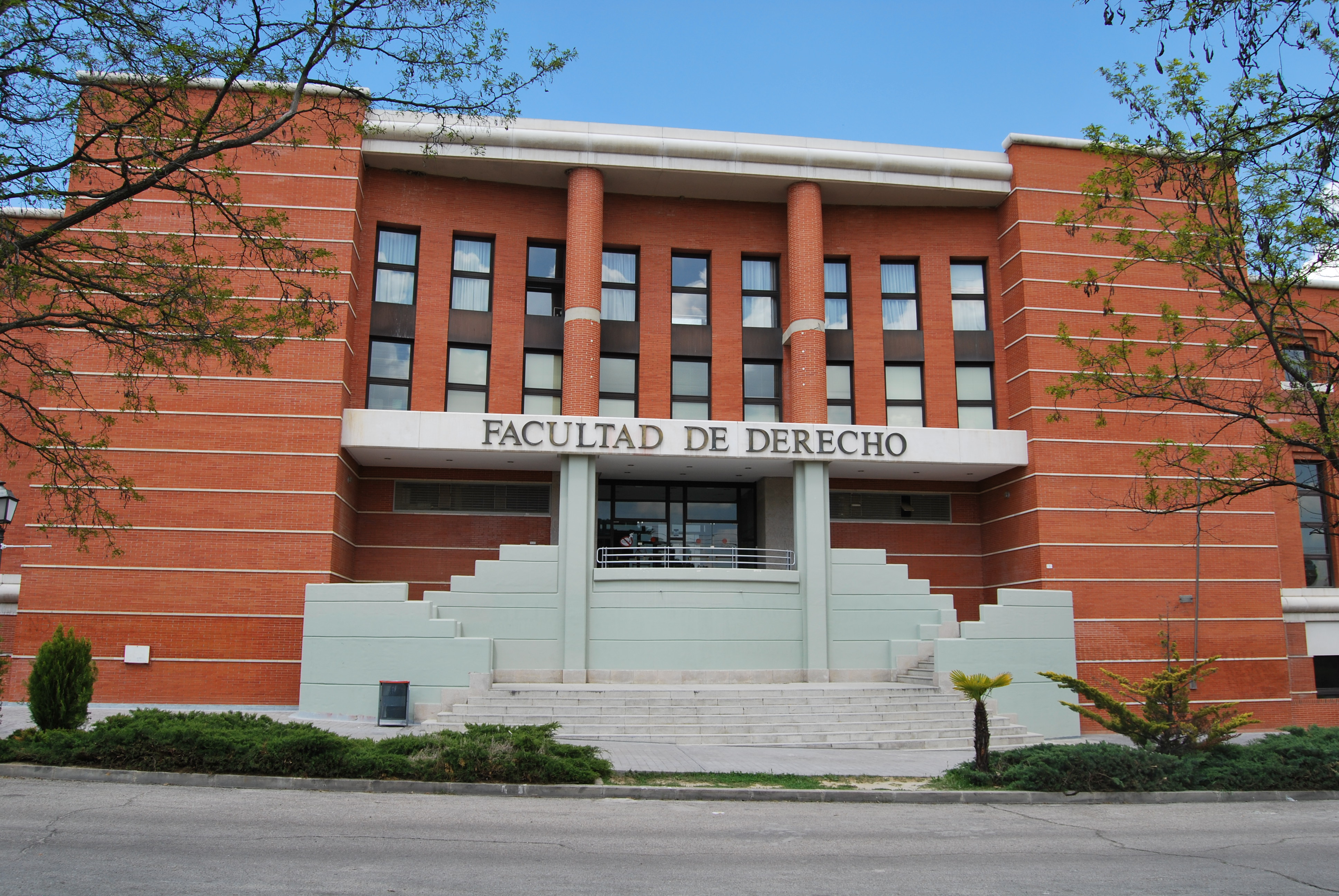
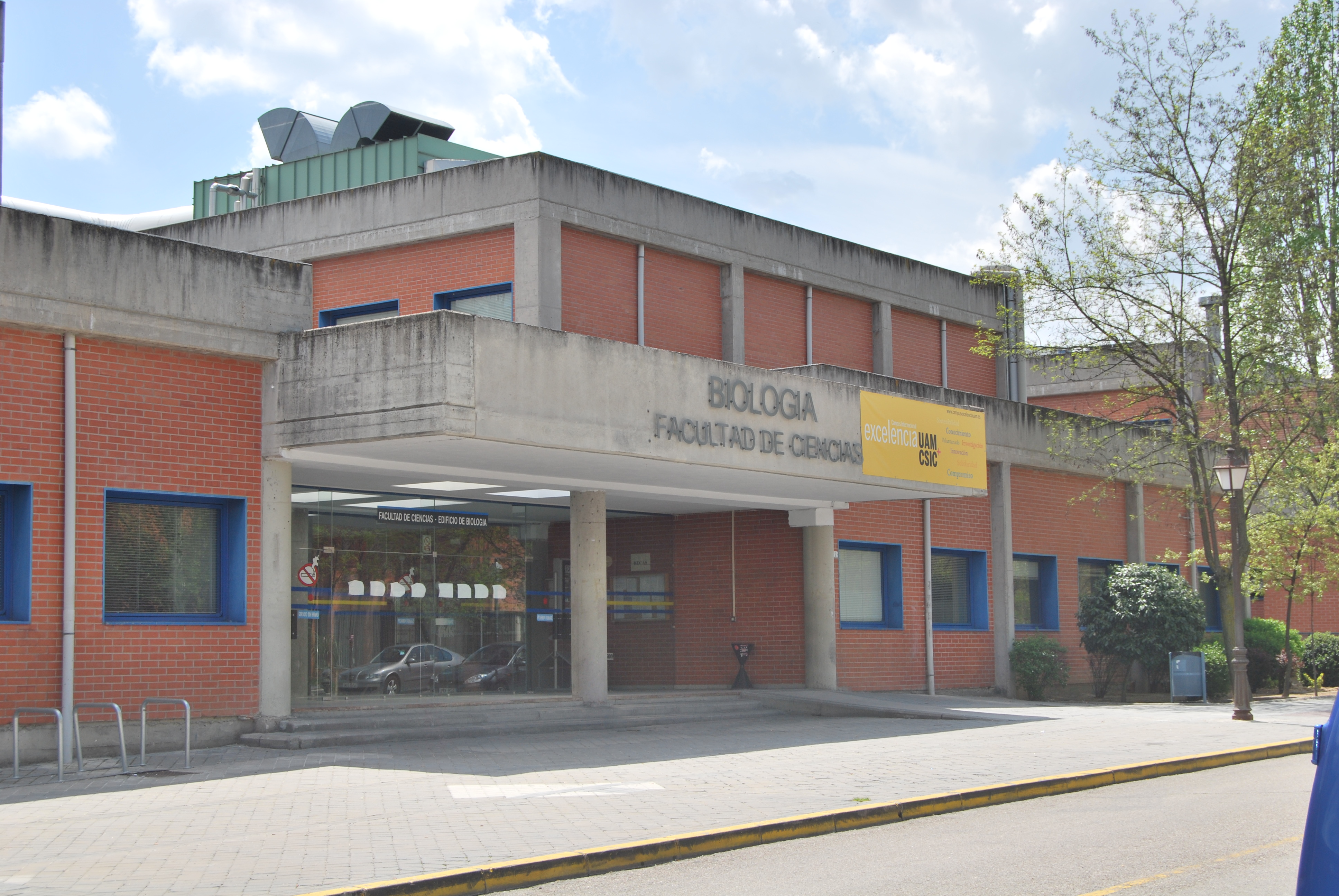
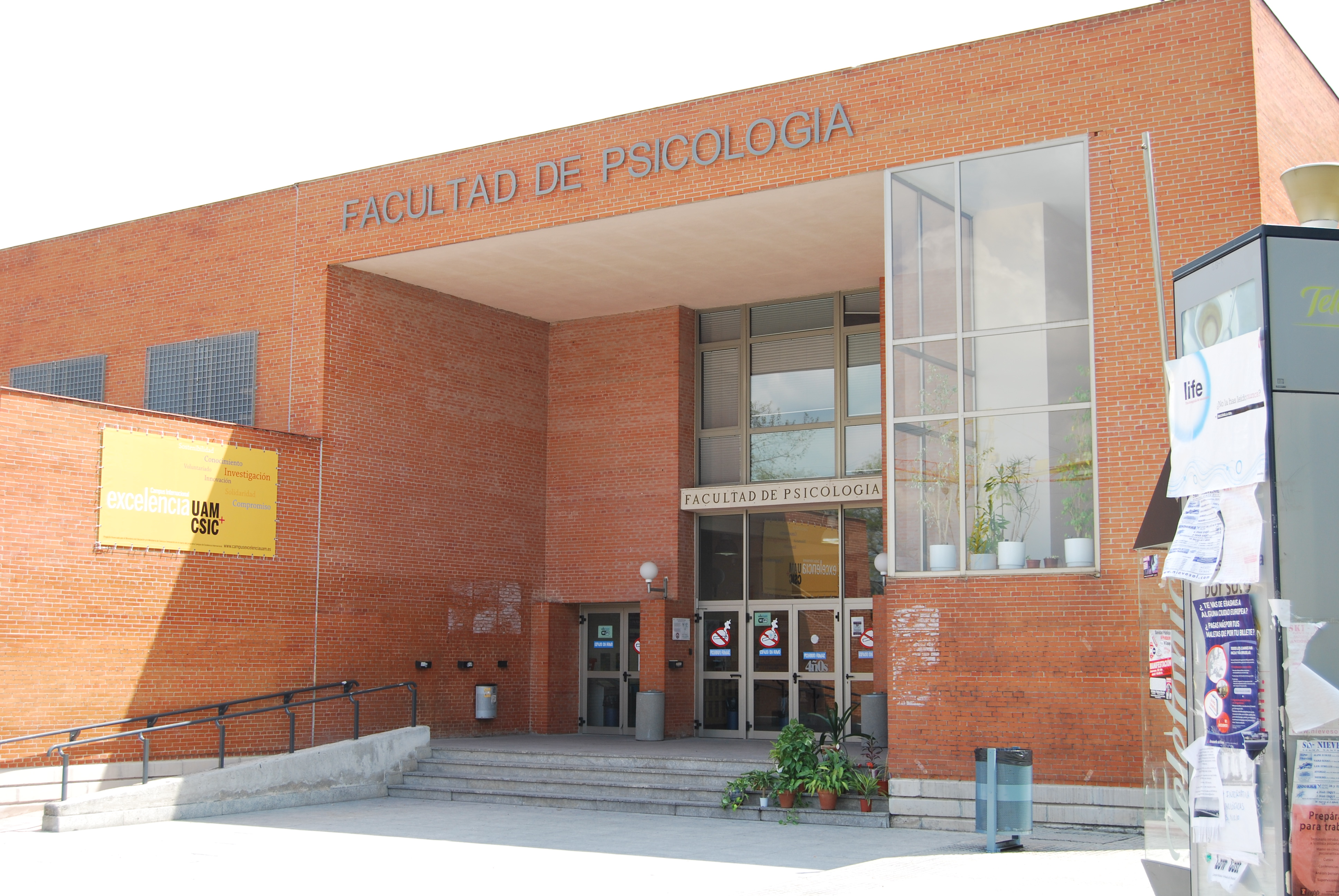
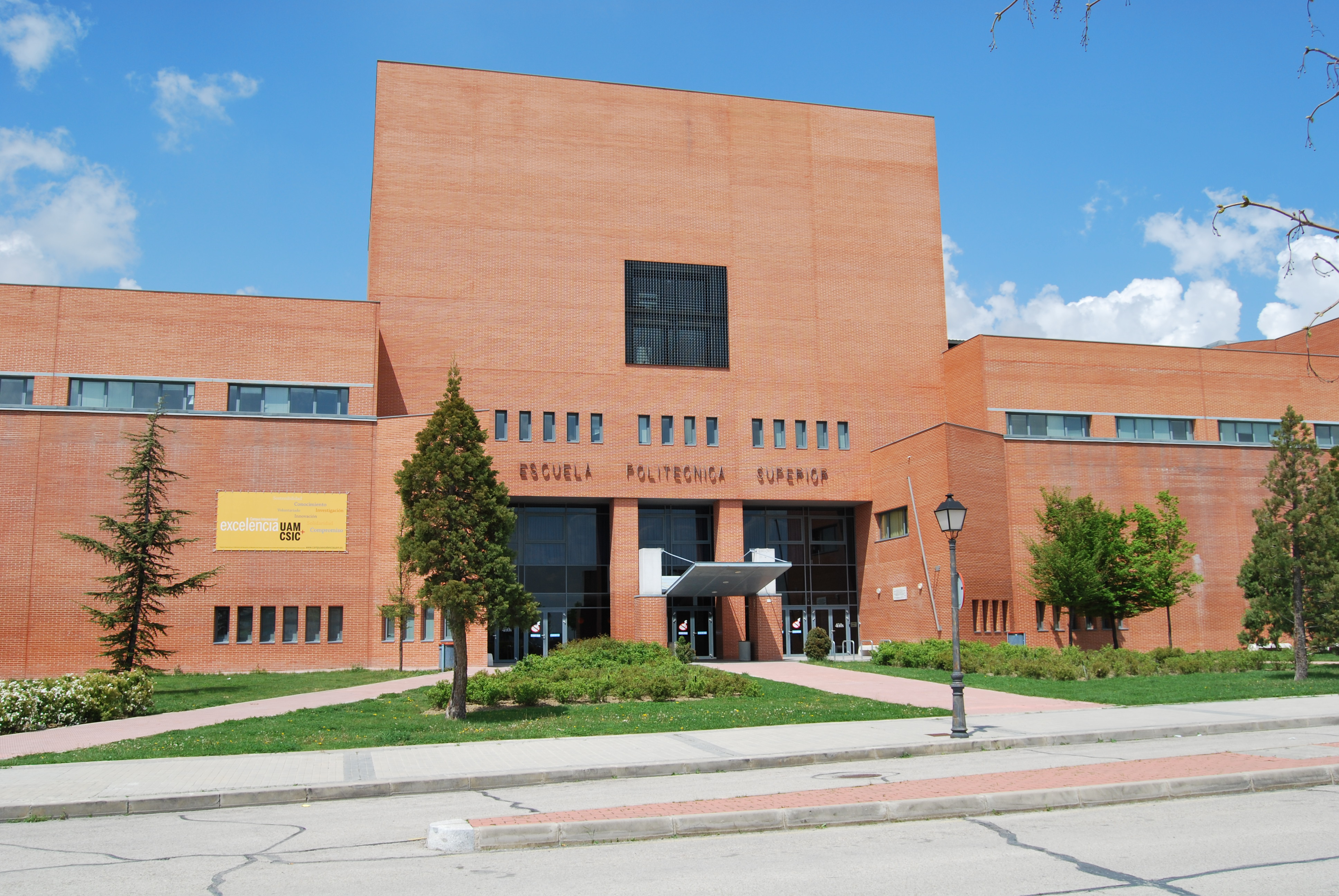
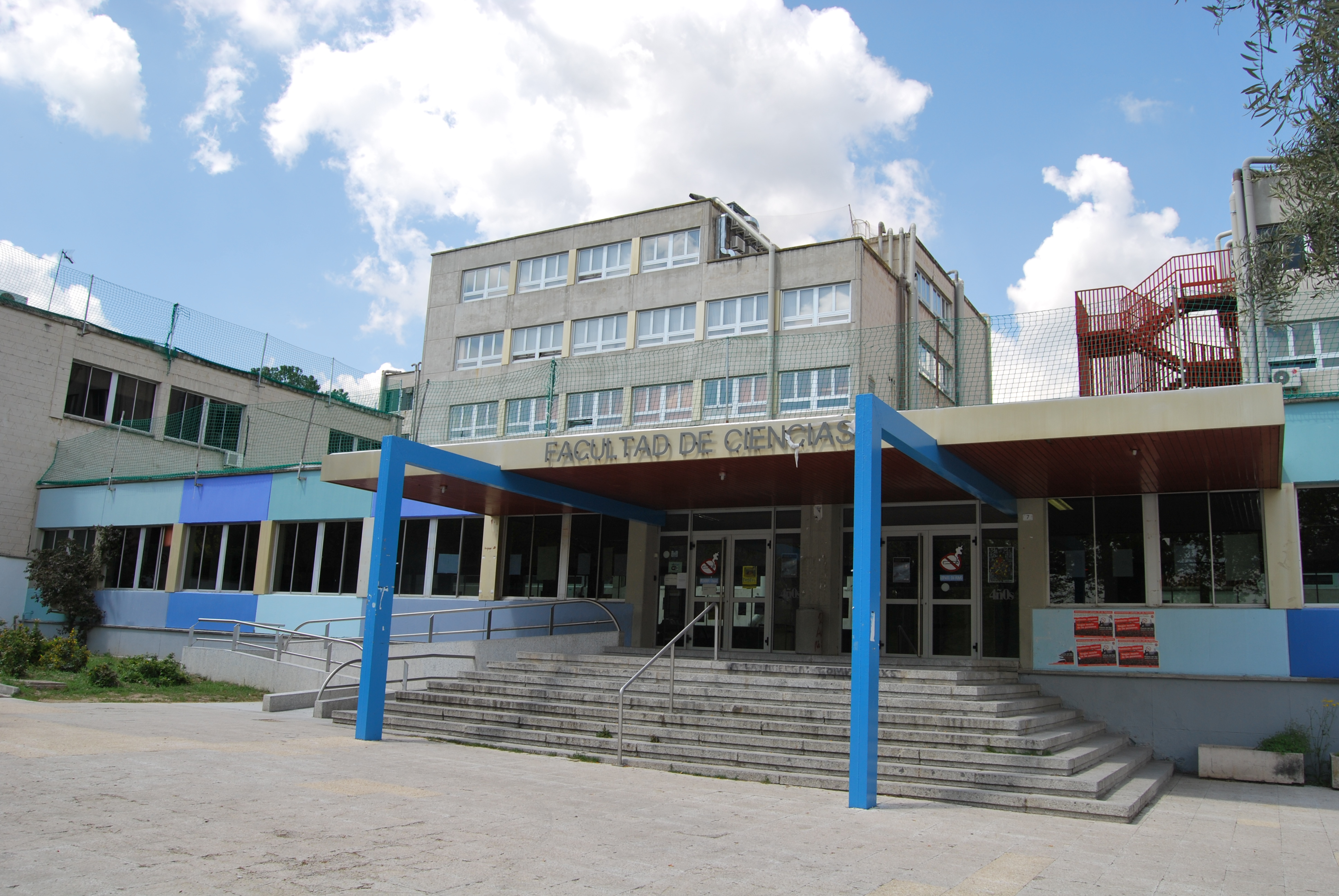
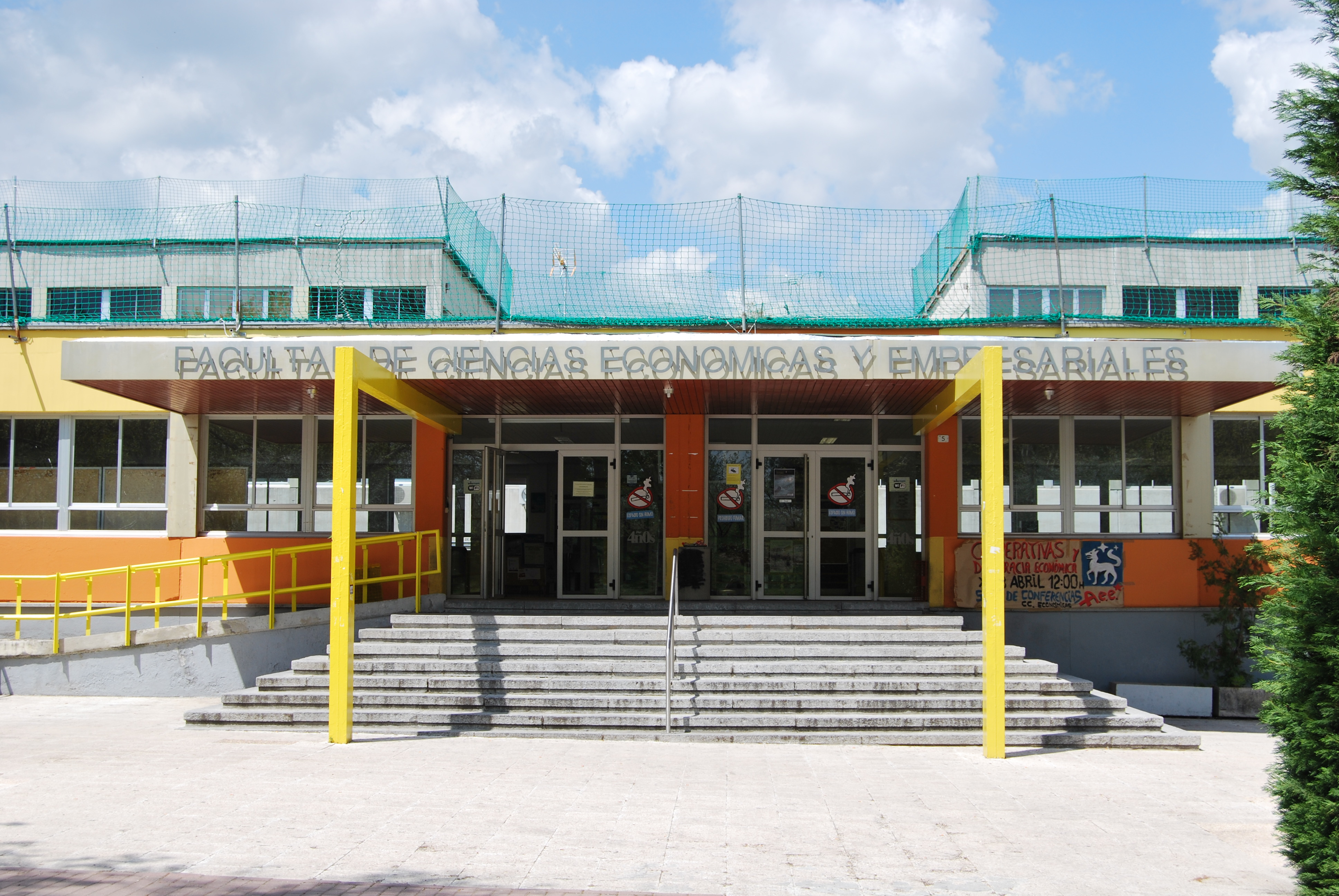
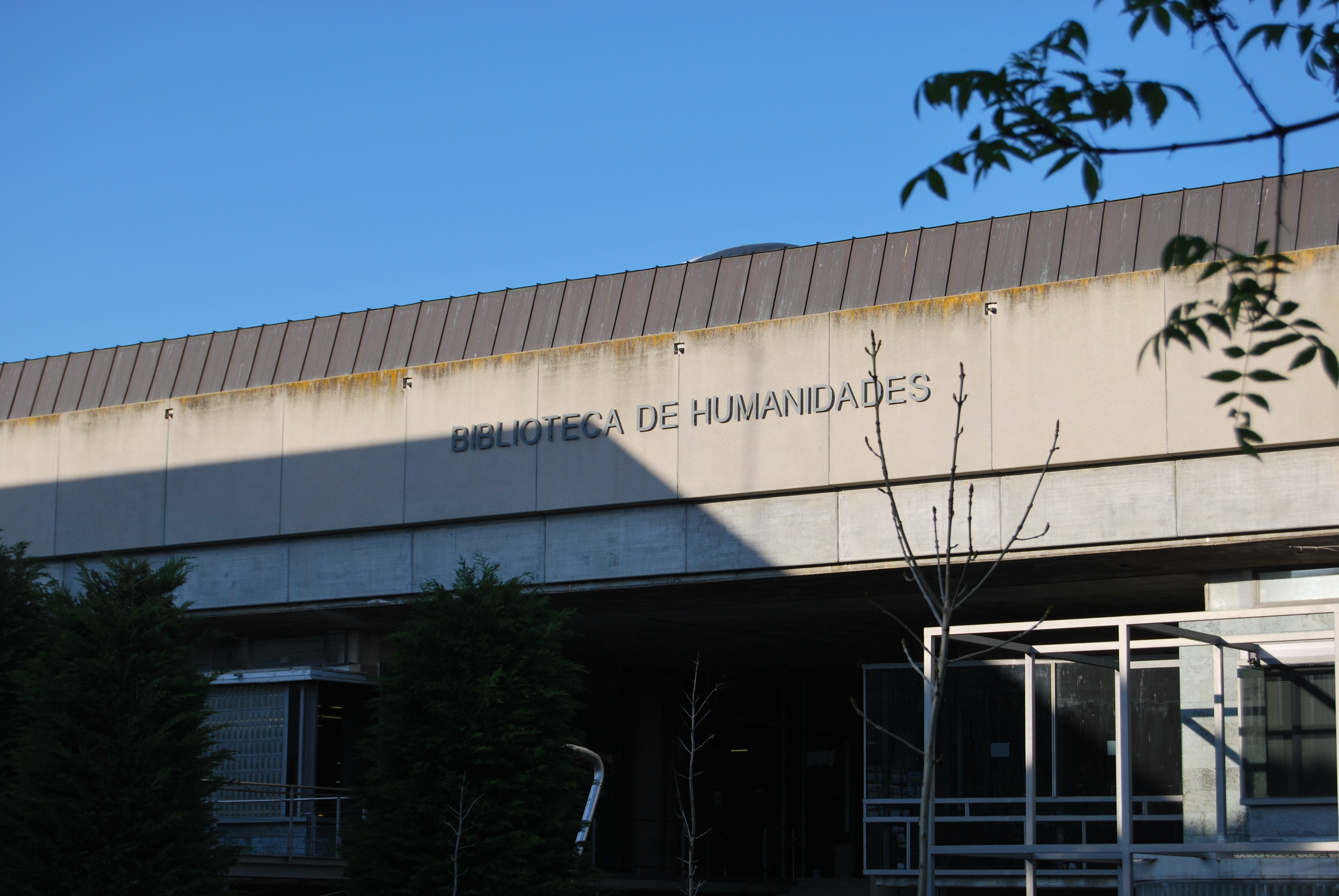
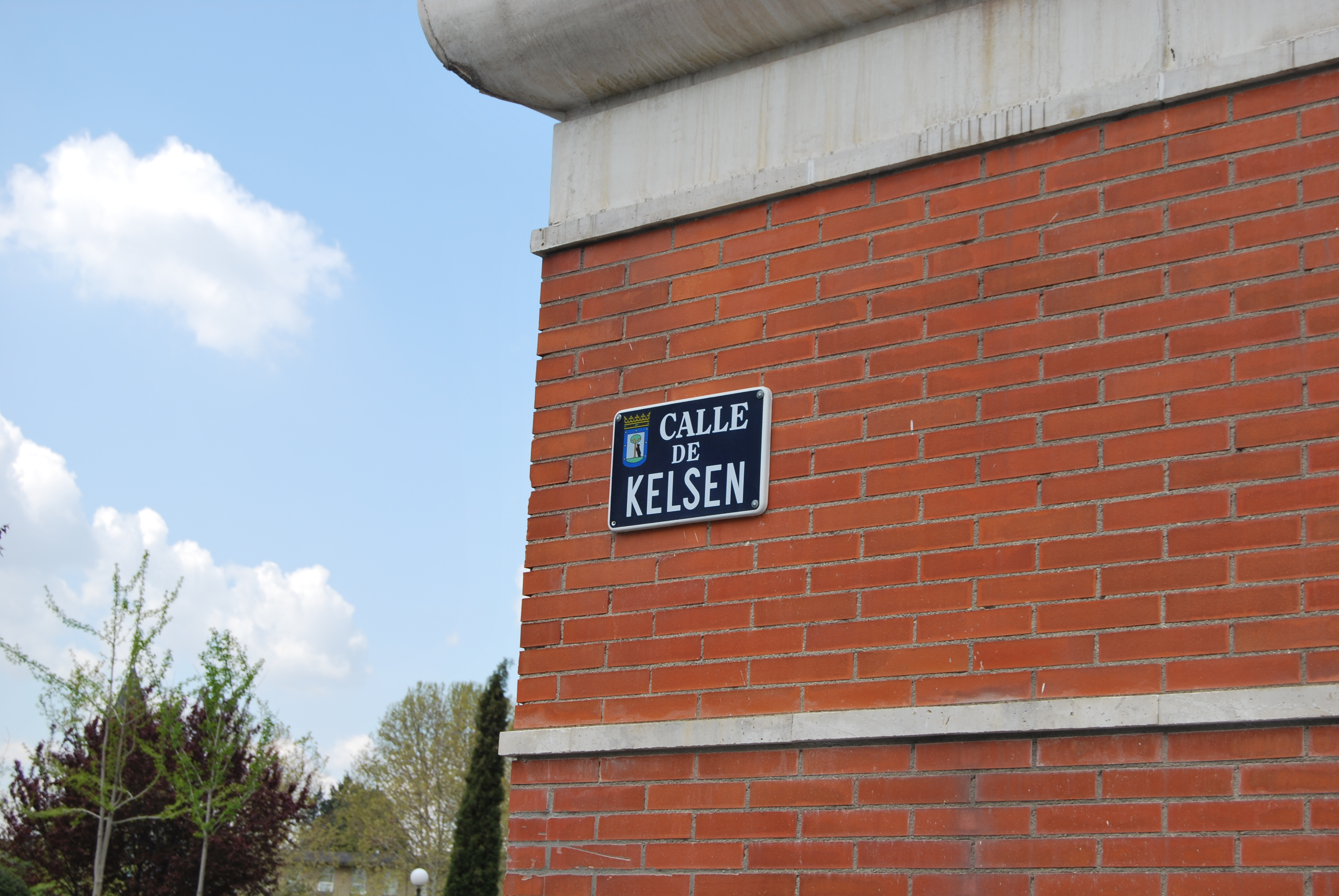
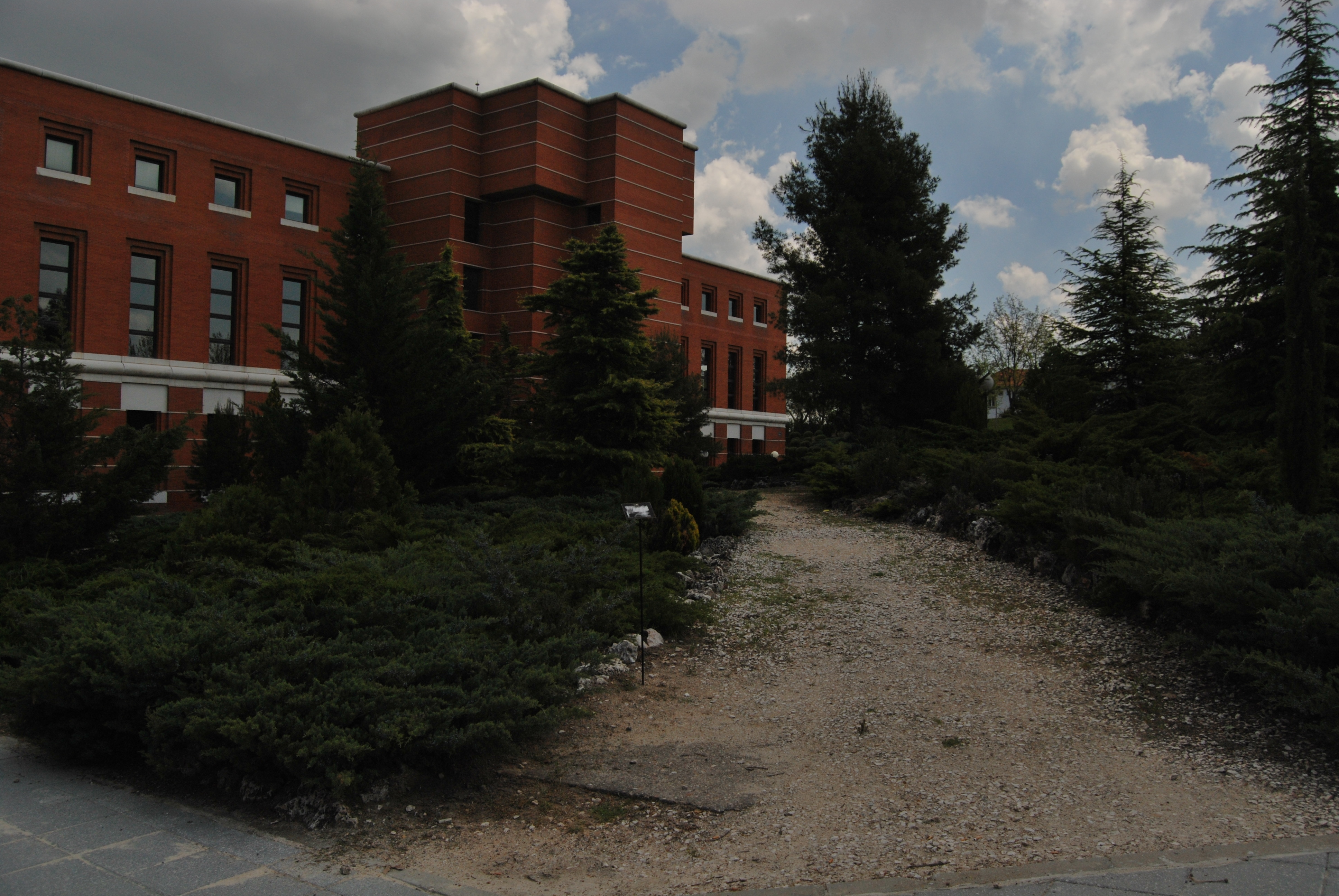
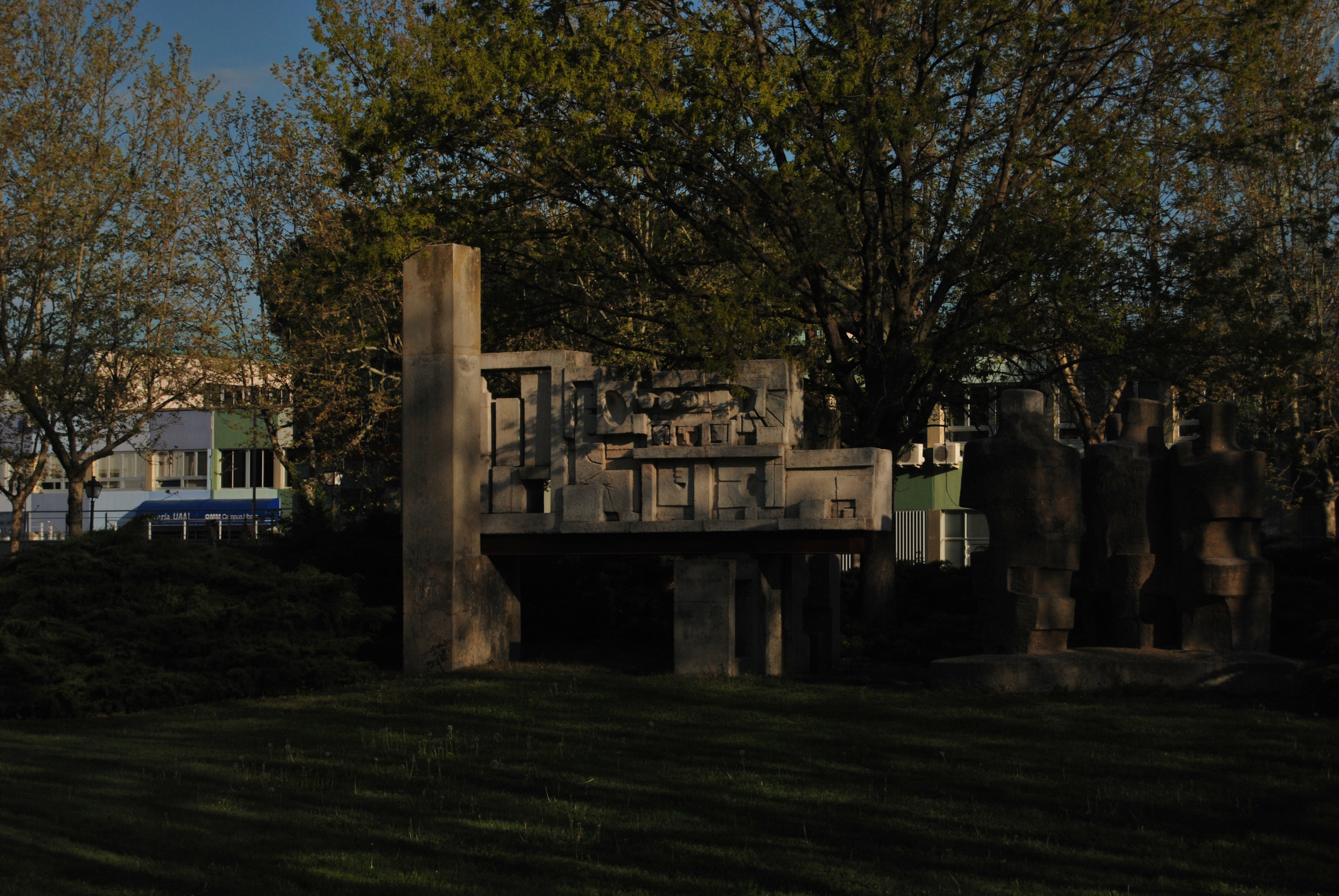
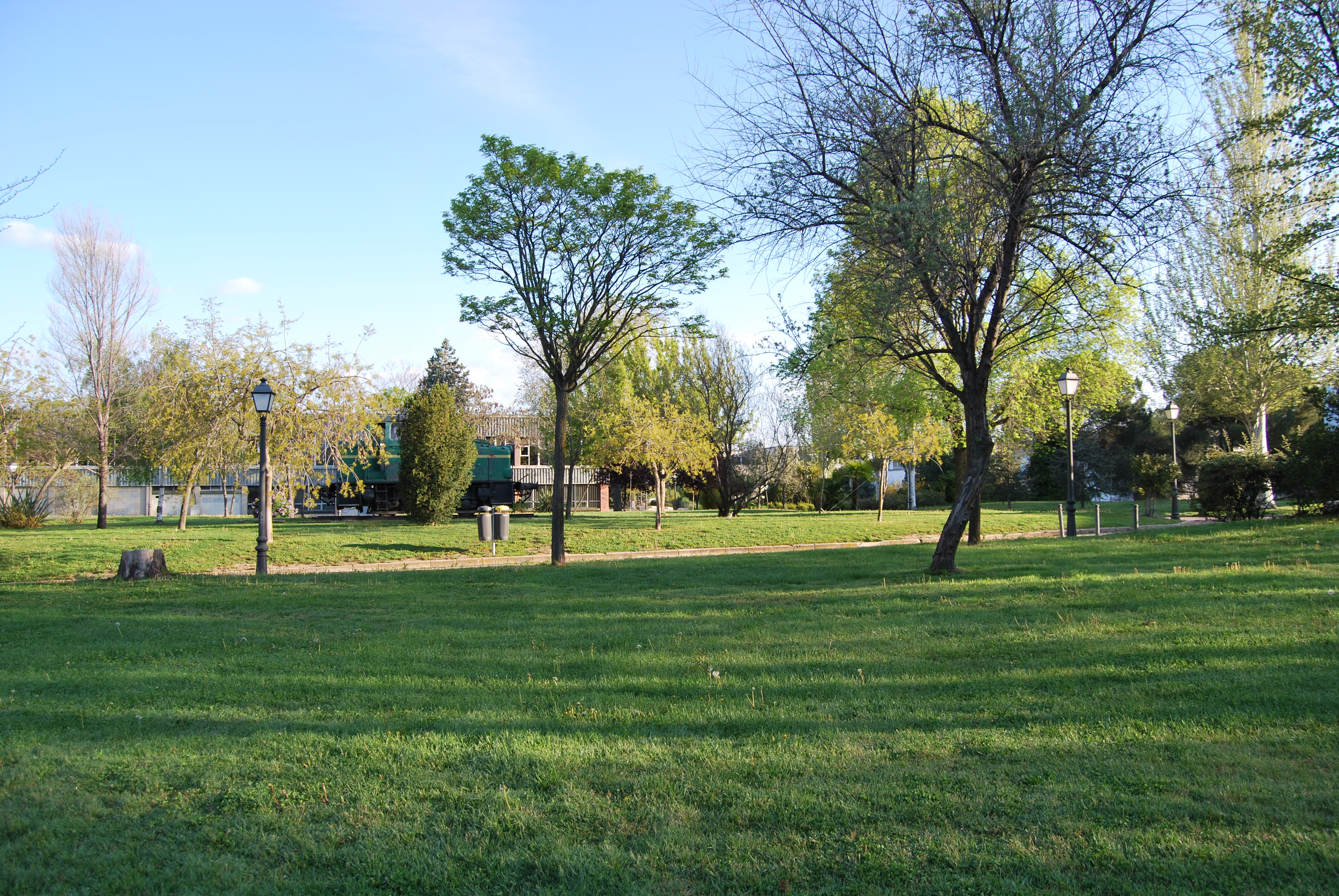